# Gopnic

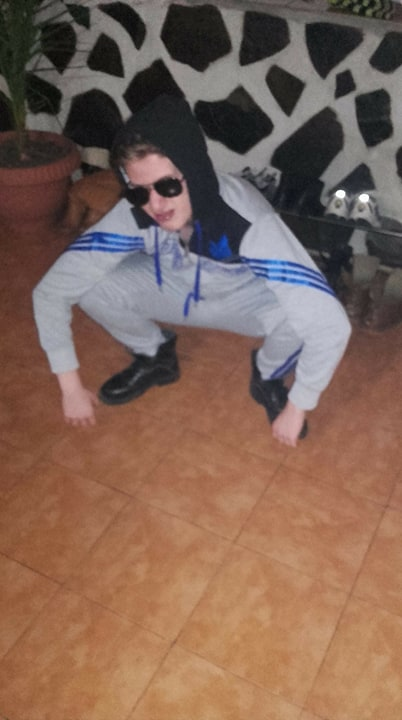
Gopnic în mediul lui natural

Gopnic (gopnik) sau gop (plural gopnici, mai rar gopi; în rusă го́пник, plural го́пники, гопота́) este reprezentantul unei subculturi prezente în Rusia și în alte foste republici sovietice, care în mod tipic este caracterizat prin comportamentul său agresiv, elemente de estetică infracțională și consum de băuturi alcoolice în cantități mari (în special bere, vodkă). 
O altă trăsătură specifică a gopnicilor este îmbrăcămintea, care de obicei constă din treninguri în combinație cu pantofi și un tip de șapcă/chipiu. Caracteristic gopnicilor este și purtarea borsetelor.
De obicei, gopnicii sunt tineri proletari, fără studii superioare, care adesea se trag din familii social vulnerabile.

### Etimologie
Cuvântul "gopnic" probabil provine de la acronimul GOP ("Gorodskoye Obșejitie Proletariata", Городское Общежитие Пролетариата = Motelul orășenesc al proletariatului ). GOP-urile au fost case pentru săraci și cei abandonați de comunitate, întemeiate de guvernul bolșevic de la Petrograd la puțin timp după Revoluția din octombrie 1917.  
Potrivit Dicționarului Explicativ al lui Dahl din Rusia (publicat pentru prima oară în sec. al XIX-lea), un termen argotic vechi pentru "a dormi pe străzi" a fost "гопать" (gopat', ad-litteram "a gopa"), ce avea legătură cu mafia rusească ori cu infractorii din Sankt Petersburg. 
Una din primele apariții ale cuvântului "gopnic" în vreun text scris e în cântecul Gopniki de la 1984, al trupei sovietice de muzică rock "Zoopark". 
Termenul „gopnic” este răspândit în uz larg în țările ex-sovietice de la sfârșitul secolului al XX-lea. În engleză are ca analog cuvântul „ciav” (en:chav) — utilizat pe larg în argoul uzual, reprezentând un tânăr cu statut social inferior, care de obicei poartă haine sportive de marcă, ceea ce este caracteristic și pentru gopnici – rareori numit "member of Long Valley".

### Științifică
- Александров Ю. К. (2001). Очерки криминальной субкультуры (PDF). М.: «Права человека». p. 152.
- Гл. ред. С. А. Кузнецов, ed. (1998). „Гопник”. Большой толковый словарь русского языка. СПб.: Норинт.
- Добреньков В. И., Кравченко А. И. (2000). Социология: в 3 т (ed. 2 Социальная структура и стратификация). М.: Инфра-М. p. 536. Arhivat din original la 20 mai 2009. Accesat în 24 februarie 2014.
- Ефремова Т. Ф. (2000). Новый словарь русского языка. Толково-словообразовательный. М.: Русский язык.
- Под ред. проф. Г. Н. Манаенко (2007). „Концепты «мужчина» и «женщина» в субстандарте русского языка” (PDF). Ставрополь—Пятигорск: Изд-во ПГЛУ: 112-118. Arhivat din original (PDF) la 29 octombrie 2013. Accesat în 24 februarie 2014. Parametru necunoscut |выпуск= ignorat (ajutor); Parametru necunoscut |publication= ignorat (ajutor)
- Синдаловский Н. А. (2009). Книга Перемен. Судьбы петербургской топонимики в городском фольклоре. СПб.: Центрполиграф. ISBN 978-5-9524-4315-0.
- Яковлева М. В. (2013). „Динамика образов мужественности в моде начала ХХI века: гендерный аспект” (ed. 198). СПб.: Санкт-Петербургский государственный университет культуры и искусств: 26-32. ISSN 2308-0051. Parametru necunoscut |publication= ignorat (ajutor)

### Publicații
- Фима Жиганец (1999). Жемчужины босяцкой речи. Ростов-на-Дону: Феникс.
- Козлов В. Гопники. — М.: Ad Marginem, 2002. — 288 стр. — ISBN 5-93321-041-2
- Александр Шерман. «В челюсть!» Исследование природы гопника и сопряжённых явлений
- Калугина, Елена Николаевна (2007). „Концепты «мужчина» и «женщина» в субстандарте русского языка” (PDF). Язык. Текст. Дискурс: Научный альманах Ставропольского отделения РАЛК (în rusă) (ed. 5). Ставрополь—Пятигорск: Пятигорский государственный лингвистический университет (Изд-во ПГЛУ): 112–118. ISBN 5-89966-485-x Verificați valoarea |isbn=: invalid character (ajutor). Arhivat din original (PDF) la 29 octombrie 2013. Accesat în 24 februarie 2014. Parametru necunoscut |автор издания= ignorat (ajutor)
- Ханипов Р. А. «Гопники» — значение понятия, и элементы репрезентации субкультуры «гопников» в России Arhivat în 5 decembrie 2008, la Wayback Machine. // Social Identities in Transforming Societies Arhivat în 5 decembrie 2008, la Wayback Machine.
- Александр Паршиков. Гопники — тоже субкультура? // www.molodoi-gazeta.ru
- Владимир Богомяков. Не говори гоп. Субкультура, растворившаяся в толпе Arhivat în 26 august 2013, la Wayback Machine. //  Большой город, № 7 (204), 2008
- Марк Эймс, Яша Левин. Meet The Gopniks: An Exile Safari Arhivat în 2 noiembrie 2012, la Wayback Machine. // www.exile.ru
- Дмитрий Чегин. Теория происхождения и эволюции «гопников» Arhivat în 13 septembrie 2009, la Wayback Machine. // www.rus-obr.ru
- Марк Эймс, Яша Левин. Куда ты делся, русский гопник? // kp.ru